# 布倫納姆 (德克薩斯州)
布倫納姆（英語：Brenham）是一個位於美國德克薩斯州華盛頓縣的城市。根據2010年美國人口普查，該地共人口15716人，而該地的面積約為22.70平方千米。同時該地也是華盛頓縣的縣治。

## 地理
布倫納姆的座標為31°09′43″N 96°23′49″W / 31.16194°N 96.39694°W，而該地的平均海拔高度為104米（即341英尺）。